# Marc de Rye
 (mai 2023).
Marc de Rye (c. 1545 - décembre 1598 ou début 1599), marquis de Varambon, était un chef militaire et homme d'État franc-comtois (dit « bourguignon » à l'époque) au service de l'Empire espagnol.

## Biographie

### Origines
Fils de Gérard de Rye (mort en 1575), marquis de Trefort, baron de Balançon, seigneur de Vuillafans, et de Claude Louise de Longwy. Gérard de Rye, frère cadet de Joachim de Rye, qui était secrétaire de Charles Quint et qui a participé aux guerres d'Italie.
Marc de Rye hérita de la possession de Varambon, qui jusqu'en 1601 dépendait du duché de Savoie, par sa tante Claudine de Rye (décédée en 1593) qui obtint du duc l'élévation de cette terre au rang de marquisat en 1576. À partir de 1577, Marc de Rye se fait appeler Marquis de Varambon et est mentionné sous ce nom dans des documents et des mémoires. De plus, il était comte de Varax, de La Roche-en-Montagne, et seigneur de Saint-Hippolyte, Villersexel et Richemont.

### Premières années en tant qu'homme d'Etat
En 1560, il devient abbé commandant de Saint-Claude. Il fait partie d'une délégation qui part pour les Pays-Bas le 14 janvier 1575 et arrive à Bruxelles en février. À cause d'une maladie, de Rye n'arrive dans la ville qu'en mars. La délégation est reçue par le gouverneur général Requesens, et Marc de Rye reçoit un poste en Franche-Comté.
D'après les Mémoires de Marguerite de Valois, le marquis de Varambon a joué un rôle central dans l'histoire tragique de sa dame de cour, Mademoiselle de Tournon.
Fin juillet 1577, alors que la reine de Navarre se rend à Spa pour rencontrer Don Juan d'Autriche, Marc de Rye fait partie de l'entourage du vice-roi avec son frère, le baron de Balançon et le duc d'Aarschot. Il accompagne Don Juan le 24 juillet 1577 lors de la prise de possession du château de Namur.
Le 28 octobre 1577, le marquis est envoyé en Allemagne avec le conseiller du duché de Luxembourg. Jusqu'en janvier 1578, ils s'entretiennent  avec le duc de Bavière et l'empereur Rodolphe II au sujet de l'archiduc Matthias et du recrutement des troupes. Le 31 janvier il participe victorieusement à la bataille de Gembloux, en tant que colonel à la tête de « bourguignons ».
Le 5 mars 1578, les ambassadeurs présentent au gouverneur un rapport sur les résultats de sa mission en Allemagne.

### Le militaire
De retour au printemps 1578 en comté de Bourgogne, Varambon recrute un régiment qui entre dans l'armée royale espagnole. Cette unité était stationnée en Franche-Comté. Mal approvisionnée, recrutée en partie parmi les paysans locaux et en partie parmi les mercenaires, elle se livrait à des vols et à des violences dans le comté. Philippe II, dans une lettre à Farnèse du 12 septembre 1579, note que les soldats de Varambon vont jusqu'à offenser la religion.
Après la prise de Maastricht, Farnèse ordonne aux troupes étrangères, dont les unités bourguignonnes, de retourner aux Pays-Bas. Les deux régiments de Haute-Bourgogne (ceux du Baron de Clairvaux et de Varambon) restent en Franche-Comté, puis le marquis arrive aux Pays-Bas et devient l'un des officiers supérieurs du quartier général du vice-roi.
Au printemps 1580, Varambon apprend que les troupes des États généraux vont attaquer Roubaix, où se trouvent Robert de Melun et sa famille, il se précipite alors au secours du général. Le 10 mai 1580 et sous le commandement de Robert de Melun, le marquis participe à la bataille d'Ingelmunster où le maréchal de camp des États généraux François de La Noue est capturé. Varambon est blessé dans cette bataille. L'année suivante, il participe au siège de Tournai, et en août 1582 à une tentative infructueuse de prise de Gand.
Après que les Pays-Bas méridionaux aient accepté le retour des troupes étrangères, Farnèse ordonna à Varambon de faire venir le régiment bourguignon et le 3 juillet 1582 le marquis amena 2000 personnes sous les murs d'Audenarde. Action qui impressionne puisqu'elle est le résultat d'une marche forcée, au cours de laquelle l'unité effectua plus de 37 km par jour.
Au début de 1583, il organise le déploiement des troupes royales en quartiers d'hiver dans la région de Cassel. La même année, il participe à la prise de Dunkerque.
Il participe au siège d'Anvers. Le 27 août entra dans la ville dans la suite du duc de Parme. Lors de la cérémonie solennelle du 27 avril 1586 à Bruxelles, il est le premier à recevoir des mains du vice-roi le collier de l'Ordre de la Toison d'or, qui lui avait été promise dès 1577.
En 1587, il est envoyé à la frontière entre la Lorraine et de la Franche-Comté. En mai, il occupe Lure et en août son régiment passe sous le commandement du duc de Lorraine.
En 1588, le régiment bourguignon, dont les effectifs avaient été réduits au cours des campagnes précédentes, est rejoint par le Tercio irlandais, pour former l'avant-garde de la force d'invasion, qui l'Invincible Armada devait prendre à son bord.

### Stathouder et gouverneur aux Pays-Bas

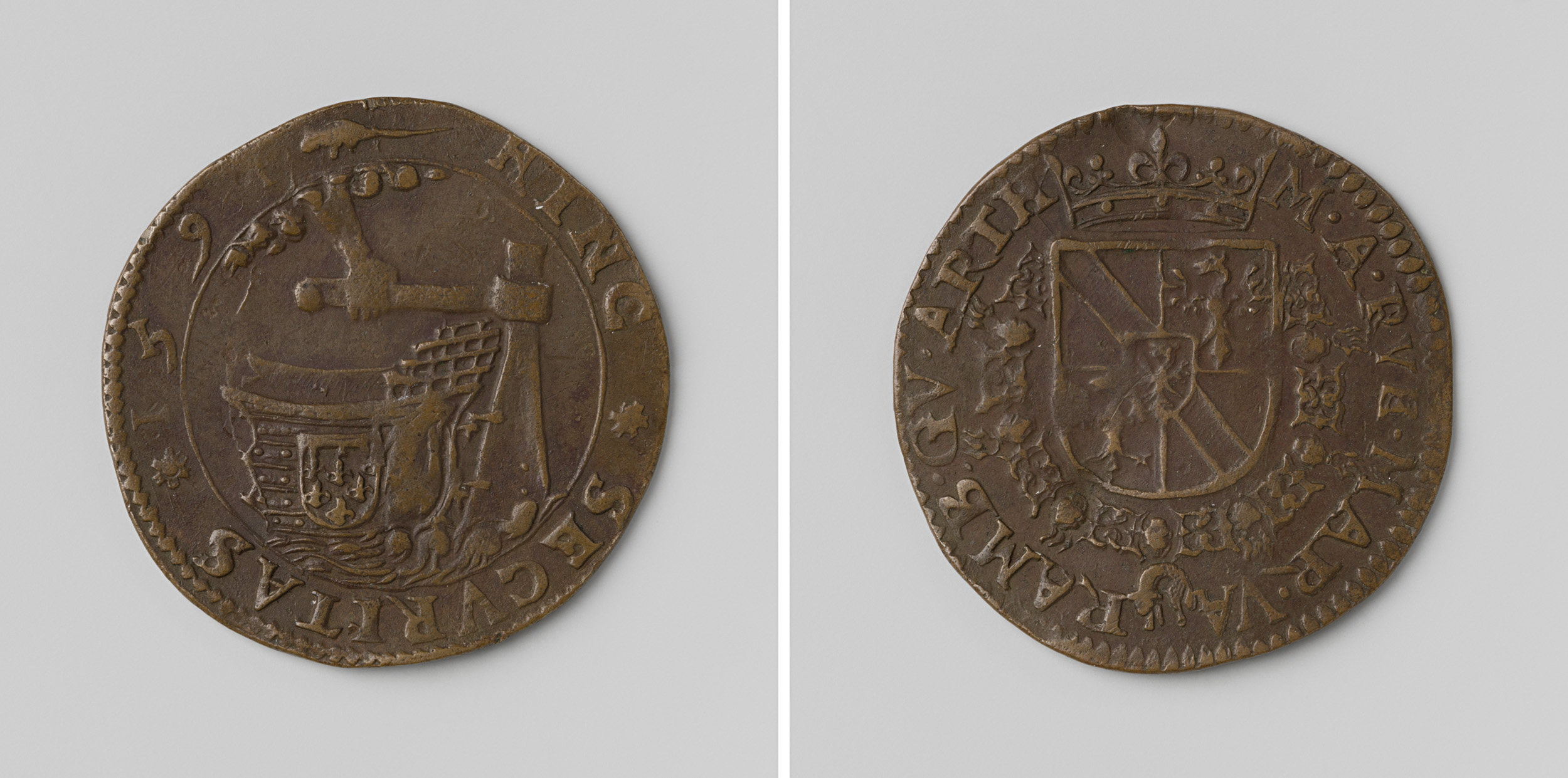
Médaille commémorative de la nomination de Marc de Rye en tant que gouverneur d'Artois (1591).

En 1589, Varambon est nommé stathouder et capitaine général de Gueldre, et prend le commandement de l'armée qui combat aux côtés d'Ernest de Bavière. Le marquis échoue dans sa tentative de prise de Rheinsberg, puis entre en conflit avec d'autres généraux. Farnèse le fait alors rappeler et le 10 août 1590, Varambon est nommé gouverneur ainsi que capitaine général de l'Artois. En l'honneur de cet événement, une médaille commémorative est émise en 1591. Dès lors, les Bourguignons de Varambon deviennent des troupes auxiliaires. Ils sont stationnés aux Pays-Bas entre 1590 et 1592 et ne participent pas aux campagnes du duc de Parme en France.
Après la mort de Farnèse, Marc de Rye fut à plusieurs reprises considéré comme un candidat au poste de commandant de l'armée de campagne, mais ne fut jamais promu, restant à la tête des garnisons et des unités territoriales qui défendaient l'Artois.

### Dernières années
Selon Claude Depauw, les préjugés des fonctionnaires néerlandais à l'égard des étrangers se sont manifestés lors de la rencontre de l'archiduc Ernst avec le clergé, les gouverneurs et les membres du Conseil d'État les 18 et 19 janvier 1595, lorsque le gouverneur a écouté les avis de Varambon et de Karl von Mansfeld.
Les Espagnols ne montraient également aucun respect pour le marquis. Le 15 février 1595, Diego Ibarra, secrétaire d'Ernst d'Autriche, déclare que Varambon n'est pas au mieux de sa forme dans les affaires militaires.
Ce point de vue est bientôt confirmé. En automne 1596, l'armée française du maréchal Biron envahit l'Artois. Le 1er septembre, les Français s'emparent du château d'Embercourt et le 5 septembre, Varambon est capturé alors qu'il tentait de reprendre la forteresse. Les Français exigent une rançon de 40 000 écus (60 000 florins, soit 160 000 livres) (ou entre 30 000 et 50 000 écus selon les sources) et donnent trois mois au marquis pour lever des fonds dans ses domaines de Franche-Comté et de la Bresse.
Poullain de Saint-Foix rapporte que le maréchal Biron, dont le prisonnier était Marc de Rye, ordonna une rançon de 30 000 écus. En apprenant cela, le marquis déclara qu'il préférait rester en captivité jusqu'à la fin de ses jours plutôt que d'accepter une telle somme, manifestement indigne d'un homme de son rang. Biron s'excusa et demanda ce qu'il considérait comme un juste prix ? Varambon lui proposa 50 000 écus pour lui-même.
La capture de Varambon confirma l'opinion négative exprimée à son égard dans le rapport sur les fonctionnaires néerlandais daté du 2 avril 1596 : « Un gentilhomme brave, mais dépourvu d'habilité. Ne fera pas de mal en mourant pour le roi ou pour l'honneur.»
Le 7 septembre, le prince de Chimay est nommé capitaine général d'Artois par intérim. Toutefois, Marc de Rye reste formellement gouverneur jusqu'à sa mort. E. Poulet la date du 24 décembre 1598. Le lieu de sépulture est inconnu.

## Famille
Après la fin tragique de l'histoire avec Mademoiselle de Tournon, le marquis de Varambon ne se marie officiellement que 20 ans plus tard.
Le 20 mars 1596, l'archiduc Albert informe Philippe II du projet de mariage du marquis de Varambon avec la duchesse douairière de Brunswick.
En 1597 ou en février 1598, Marc de Rye épouse Dorothée de Lorraine, fille du duc François Ier et de Christine de Danemark. Dans le même temps, il est révélé des preuves qu'un mariage secret a été conclu entre eux peu de temps après que la duchesse soit devenue veuve en 1584. Marguerite de Valois rapporte également que Varambon a épousé la princesse, malgré la résistance de ses proches.
Les enfants issus de ce mariage sont inconnus.